# Themistokli Gërmenji
Themistokli Gërmenji, född 1871, död 1917, var en albansk politiker, författare och gerillakrigare.
Gërmenji föddes i Korça och utvandrade 1892 till Rumänien för att finna arbete. Under Rumänienvistelsen blev han influerad av albanska, nationalistiska strömningar där. Han återvände till den korçanska hemstaden och grundade tillsammans med brodern Liria Hotel, ett centrum för nationalistisk verksamhet. Han bidrog även till att planera Monastirkongressen 1908 och upproren de följande åren. Han reste 1911 till Grekland och Italien för att söka stöd för sin revolution. Han hölls fången i Janina (nu Ioannina) för en kort period 1912. Åter till hemstaden Korça ledde han en väpnad styrka mot osmanska trupper och sedan mot den grekiska armén under Balkankrigen och första världskriget. 1915 flydde han till Sofia (i Bulgarien) då grekerna återtog hans födelsestad. I oktober 1916 kom han till Pogradec i Albanien för att söka österrikisk hjälp. Då österrikarna vände honom ryggen kom han i kontakt med fransmännen som ockuperat Korça. På grund av hans stora understöd från lokalbefolkningen valde fransmännen att bygga en administration med Gërmenji som prefekt. Korça gavs oberoende under franskt välde. Stadsrepubliken varade dock kort. När Grekland gick med i ententen anklagades Gërmenji för spioneri å österrikarnas räkning och avrättades genom arkebusering.
Dagens staty över honom i Korça dominerar staden.